# Lurano
Lurano är en ort och kommun i provinsen Bergamo i regionen Lombardiet i Italien. Kommunen hade 2 847 invånare (2018).